# لوئی لو وو

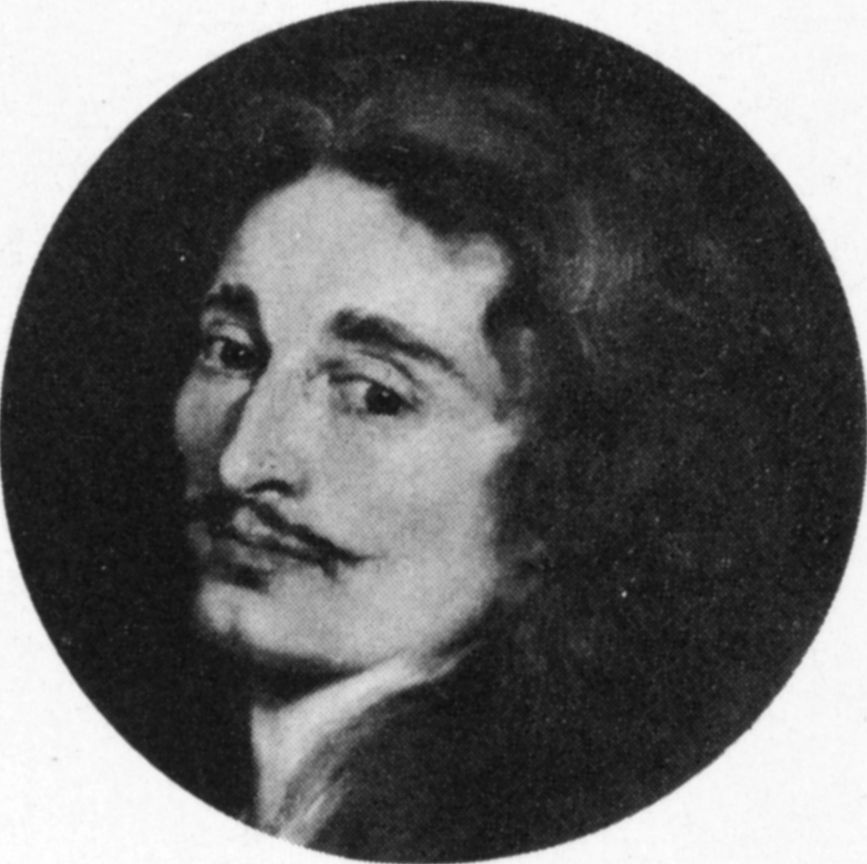
لویی لو وو معماری فرانسوی

لویی لوا (به فرانسوی: Louis Le Vau) (ِزاده ۱۶۱۲ - مرگ ۱۶۷۰) معمار فرانسوی در دوران لویی چهاردهم بود.